# Брунванд, Ян Гарольд
Я́н Га́рольд Бру́нванд (англ. Jan Harold Brunvand) (род. 23 марта 1933, Кадиллак, Мичиган, США) — американский фольклорист, антрополог и писатель.
Брунванд получил известность как популяризатор понятия «городская легенда». Городские легенды, кочующие из уст в уста, через печать или Интернет, как и посредством FOAF, по мнению Брунванда «слишком хороши, чтобы быть правдивыми». Он отмечает, что «Городские легенды прочно засели в воображении, поскольку в них есть доля неизвестности и юмора, они правдоподобны и в них есть мораль»
Брунванд хотя и подвергается критике за свои больше «популярные», чем строго «научные» книги, как например The Vanishing Hitchhiker, тем не менее считает «естественной и составной частью своей работы, как фольклориста, доводить до общественности итоги своих исследований».
Посвятив всю свою жизнь фольклористике, что нашло своё отражение в теле- и радиовыступлениях, газетных колонках и боле чем в 100 публикациях (статьи, книги, заметки, обзоры, рецензии), Брунванд считается «легендарным учёным с величайшим влиянием на средства массовой информации в XX веке».

## Биография
Родился 23 марта 1933 года в городе Кадиллаке (штат Мичиган) в семье норвежских эмигрантов. Гарольда и Рут Брунвандов. Детство Яна и его двух братьев-сиблингов, Тора и Ричарда, прошло в Лансинге.
В 1951 году окончил Секстонскую среднюю школу.
В 1955 году окончил Университет штата Мичиган и получил степень бакалавра гуманитарных наук по журналистике. Здесь же проходил военную службу вторым лейтенантом.
В 1957 году в Университете штата Мичиган получил степень магистра гуманитарных наук по английскому языку.

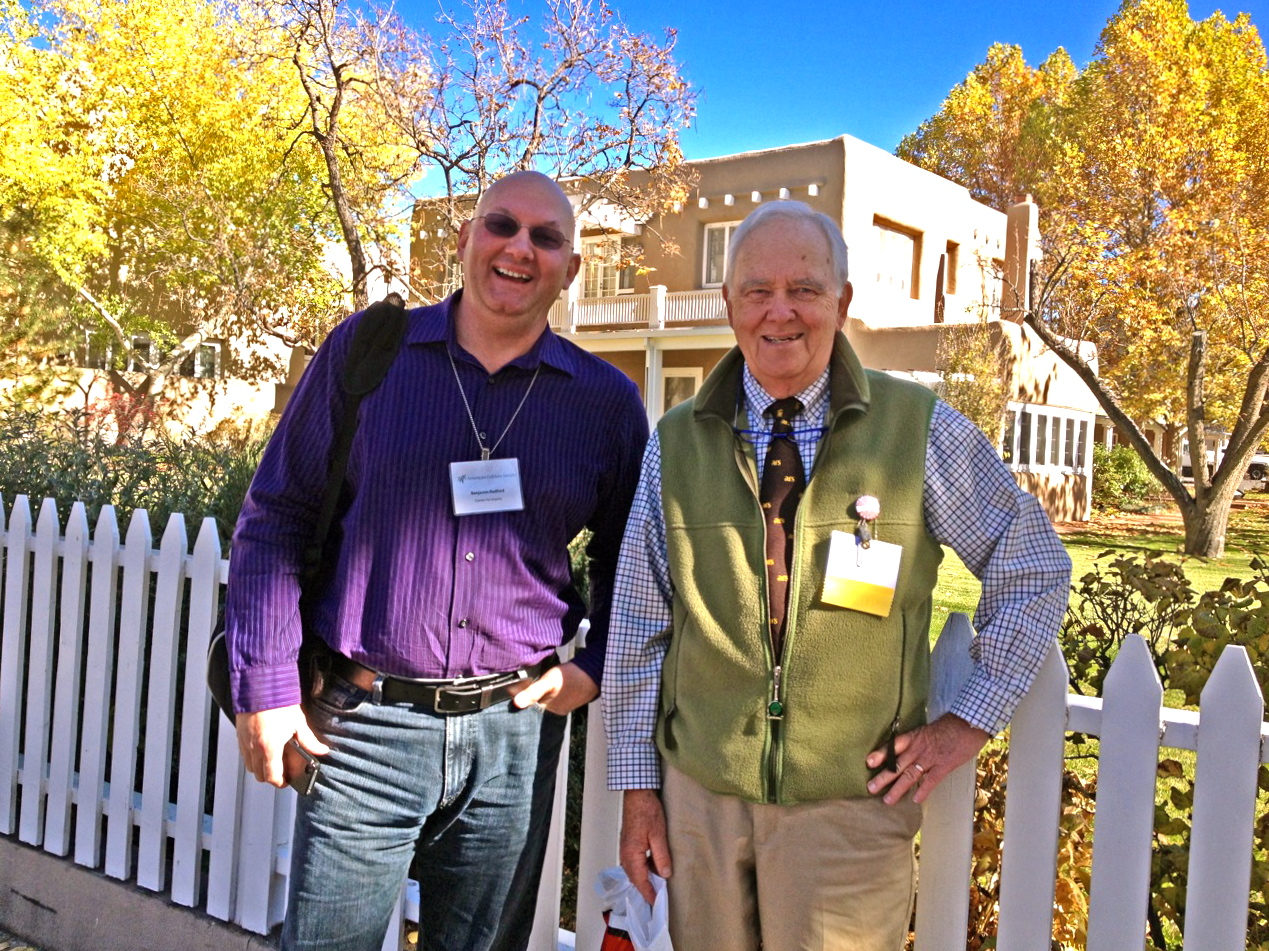
Бенджамин Рэдфорд и Ян Брунванд в 2014 году в Санта-Фе на конференции Американского фольклорного общества

### Научная деятельность
Во время учёбы в университете Брунванд встретил фольклориста Ричарда Дорсона, который стал его учителем. Брунванд слушал его курс по американскому фольклору в осенний семестр 1954 года, а в последующие семестры прослушал ещё два курса по фольклору в качестве особого абитуриента. Брунванд и другие студенты Дорсона способствовали «подготовке большой и хорошо упорядоченной личной коллекции фольклора, получившейся из устной традиции и снабжённые данными про информантов и справочным комментарием» Эти документы позднее стали основой для большого фольклорного архива в Индианском университете.
10 июня 1956 года Брунванд женился на студентке Университета штата Мичиган Джудит Дарлин Аст. Спустя четыре дня супруги переехали в Осло, куда Брунванд был направлен для прохождения программы Фулбрайта в Университете Осло. В течение года он изучал здесь фольклор, что нашло своё отражение в опубликованной в номере январь-март 1959 года журнала The Journal of American Folklore статье «Norway’s Askeladden the Unpromising Hero, and Junior-Right». ставшей его первой научной работой.
В 1957 году Брунванд вернулся в США и стал аспирантом в Индианском университете. Он поменял специализацию с английского языка на фольклористику и принял участие в тематических летних курсах университета.
В сентябре 1957—июне 1960 годов он работал в Фольклорном архиве Индианского университета. Здесь он встретил Арчера Тайлора, который в качестве приглашённого профессора читал курс о пословицах и загадках. По словам Брунванда этот курс «изменил мою жизнь». Пословицы у Брунванда стали излюбленной темой для исследований и обсуждений.
В 1961 году «A Dictionary of Proverbs and Proverbial Phrases from Books Published by Indiana Authors Before 1890» Брунванда вышел в под номером 15 в фольклорной серии Индианского университета. О своём труде Брунванд сказал две вещи: «Я стал лучше в выборе заглавия, чем раньше» и «Цена составляла всего $ 3.00 и это стоило каждого пенни из неё». В том же году Брунванд получил степень доктора философии по фольклористике в Индианском университете. Его диссертация «Укрощение строптивой: сравнительное исследование устного и литературного изложений (Тип 901 Аарне-Томпсона)» (англ. The Taming of the Shrew: A Comparative Study of Oral and Literary Versions (Aarne-Thompson type 901)), вышедшая в 1991 году в виде отдельной монографии в издательстве Routledge, показала его интерес к морфологии и типологии народной сказки.
В 1961—1965 годы преподавал в Айдахском университете
В 1963—1967 годы — помощник редактора журнала The Journal of American Folklore.
В 1965 году в течение года преподавал фольклористику и литературу с упором на народную сказку в Университете Южного Иллинойса пока вместе с супругой и четырьмя детьми не переехал в Солт-Лейк-Сити, где до своей отставки в 1996 году, был профессором Университета Юты.
С 1967 года — член Ассоциации современных языков
В 1968 году в издательстве W. W. Norton & Company вышла его монография «Изучение американского фольклора: введение» (англ. The Study of American Folklore: An Introduction), за которую в 1969 году от Чикагского университета Брунванд получил премию Chicago Folklore Prize, присуждаемую за важный вклад в изучение истории фолькдора.
До получения в 1970 году гранта от Фонда Фулбрайта для изучения фольклора в Румынии, Брунванд работал редактором отдела рецензирования книг The Journal of American Folklore. Кроме этого в том же году он выиграл стипендию Фонда Гуггенхайма в области гуманитарных наук (фольклор и популярная культура). На протяжении следующего десятилетия, Брунванд сосредоточил своё внимание на исследовании румынского фольклоре, а также проявляя особым интерес к домашнему убранству в Румынии.
В 1971 году издательство Utah Publications in the American West выпустило монографию Брунванда «Путеводитель для собирателей фольклора в штате Юта»(англ. A Guide for Collectors of Folklore in Utah).
В 1973—1974 и 1981 годах благодаря грантам International Research & Exchanges BoardБрунванд приезжал в Румынию Итоги его исследований были опубликованы в 2003 году в однотомном сборнике «Casa Frumoasa: домашняя красота в сельской Румынии» (англ. Casa Frumoasa: The House Beautiful in Rural Romania) издательством East European Monographs.
В 1973—1976 годы вновь становится помощником редактора журнала The Journal of American Folklore.
В 1974 году избран действительным членом Американского фольклорного общества., а в 1985 году — президентом общества.
В 1976 году издательство St. Martin’s Press опубликовало монографию Брунванда «Фольклор: путеводитель по изучению и исследованию» (англ. Folklore: A Study and Research Guide).
В 1977—1980 годы — редактор журнала The Journal of American Folklore, на посту которого старался сделать журнал более полезным и понятным для главных читателей — фольклористов. Кроме того он расширил тематику журнал за счёт включения статей выходящих за границы фольклора, но чьи работы «уместны с тем, чем занимаются профессиональные фольклористы». Он хотел выделить фольклор и литературу, фольклор и историю, фестивальный и современный фольклор.
В 1979 году издательство W. W. Norton & Company выпустило монографию «Лекции по американскому фольклору» (англ. Readings in American Folklore)
В 1996 году издательство Garland выпустило энциклопедию «Американский фольклор» (англ. American Folklore: An Encyclopedia).

### «Господин „Городская легенда“»
Преподавая фольклористику в Университете Юты Брунванд заметил коммуникативный разрыв со своими студентами и их взглядами на фольклор: «Они всё время, казалось, думали, что фольклор принадлежит к чему-то иному, обычно в прошлом, что являлось чем-то причудливым и устаревшим». Тогда он стал предлагать своим студентам поразмышлять и обсудить случаи и истории из их собственной жизни. Эти истории и стали основой для собрания фольклорного материала, который Брунванд позднее использовал при написании своих книг по теме городских легенд. Так в 1981 году вышла его книга, посвящённая городским легендам, под названием «Исчезающий попутчик: американские городские легенды и их смыслы» (англ. The Vanishing Hitchhiker: American Urban Legends and Their Meanings), где впервые были обобщены истории про исчезающего попутчика. Книга помогла популяризации указанно темы среди студенчества. Городские легенды Брунванд определяет как «близкие родственники мифов и волшебных сказок и слухов. Легенды отличаются от слухов тем, легенды это истории с сюжетом. И в отличие от мифов и сказок, они должны быть злободневными и правдивыми, события укоренённые в ежедневной действительности, которые, по крайней мере, могут случиться». Городские легенды отражают современные сложности общества, надежды и страхи, но «причудливый вздор, который мы рассказываем один другому, считая это основанным на фактах».
В течение следующих двух десятилетий Брунванд пополнил своё собрание «новыми» городскими легендами, соединив их в сборники — «Задыхающийся доберман и другие „новые“ городские легенды» (англ. The Choking Doberman and Other "New" Urban Legends), «Большая книга городских легенд» (англ. The Big Book of Urban Legends), «Мексиканский питомец: больше „новых“ городских легенд» (англ. The Mexican Pet: More "New" Urban Legends), «Детский поезд: и другие пышные городские легенды» (англ. The Baby Train: And Other Lusty Urban Legends), «Слишком хорошо, чтобы быть правдой: большая книга городских легенд» (англ. Too Good to be True: The Colossal Book of Urban Legends) и «Правда никогда не заступит путь хорошей истории!» (англ. The Truth Never Stands in the Way of a Good Story!).
Брунванд был гостем в передаче «Поздний вечер с Дэвидом Леттерманом» и в 1987 году начал вести дважды в неделю газетную колонку под названием «Городские легенды». Кроме того он принимал большое участие в различных радио ток-шоу и десятках интервью в прессе, просвещая людей об этом запутанном фольклорном нарративе, который обычно вводит людей в заблуждение создавая недоумение и ложные предположения из тех историй, которые они слышат. Люди забывают подробности и заполняют пробелы тем, что додумывают забытое пытаясь восстановить цельность повествования. Подвергаясь критике за публицистичный стиль своих книг, Брунванд настроен на пропаганду фольклора, на исследование корней историй, где это возможно, и, в некоторых случаях, их разоблачения. Так, выступая в 2003 году перед членами Миссурийского фольклорного общества, Брунванд отмечал: «Фольклористы выполняют различные образовательные задачи, иногда в классах, но чаще всего на общественном форуме. Я верю, что общественный и медиа образы того, что фольклорист делает, по своей сути являются тем, что мы должны делать, были ли мы для этого подготовлены или нет, занимаемся ли мы научной деятельностью или нет, нравится нам это или же нет».
Книги Брунванда стали настолько популярными, что когда Ричард Волкомир назвал его «Господин „Городская легенда“» в статье для журнала Smithsonian, то это прозвище позднее украшало суперобложку и другие рекламные издания. В своей статье для журнала Western Folklore Брунванд вспоминает заметку, которую он обнаружил в компьютерной группе новостей, датированных 1 марта 1989 года, где предположительно содержалась шутка посвящённого лица: «Я думаю, что Ян Гарольд Брунванд, автор „Задыхающегося добермана“, это городская легенда. Кто-нибудь когда-нибудь в действительности видел этого парня?». В свою очередь журнал «Гарвардский пасквилянт» с пародировал книги о городских легендах, написав поддельное предисловие издателя: «Каталог Bookman Publishing за осень 1987: „Смущённый пердёж и больше новых городских легенд“ Яна Гарольда Брунванда. Ещё один сборник слухов, небылиц и полученного из четвёртых рук составлено автором „Исчезающего попутчика“. Включает в себя наиболее свежие городские легенды, как „Дряхлый президент“, „Прелюбодей-евангелист“ и „Вонючий спортзальный носок в бигмаке“. 233 страницы в твёрдом переплёте. $ 34.95. (Harvard 1988: 229)».

### Послеуниверситетская деятельность
В 1996 году Брунванд ушёл в отставку из Университета Юты, но продолжил научную и исследовательскую деятельность в качестве профессора-эмерита по английскому языку.
В сентябре 1999 года Брунванд был гостем в передаче «All Things Considered» на National Public Radio, где рассказывал Ноа Адамсу о своей книге «Слишком хорошо, чтобы быть правдой: большая книга городских легенд» (англ. Too Good to be True: The Colossal Book of Urban Legends)

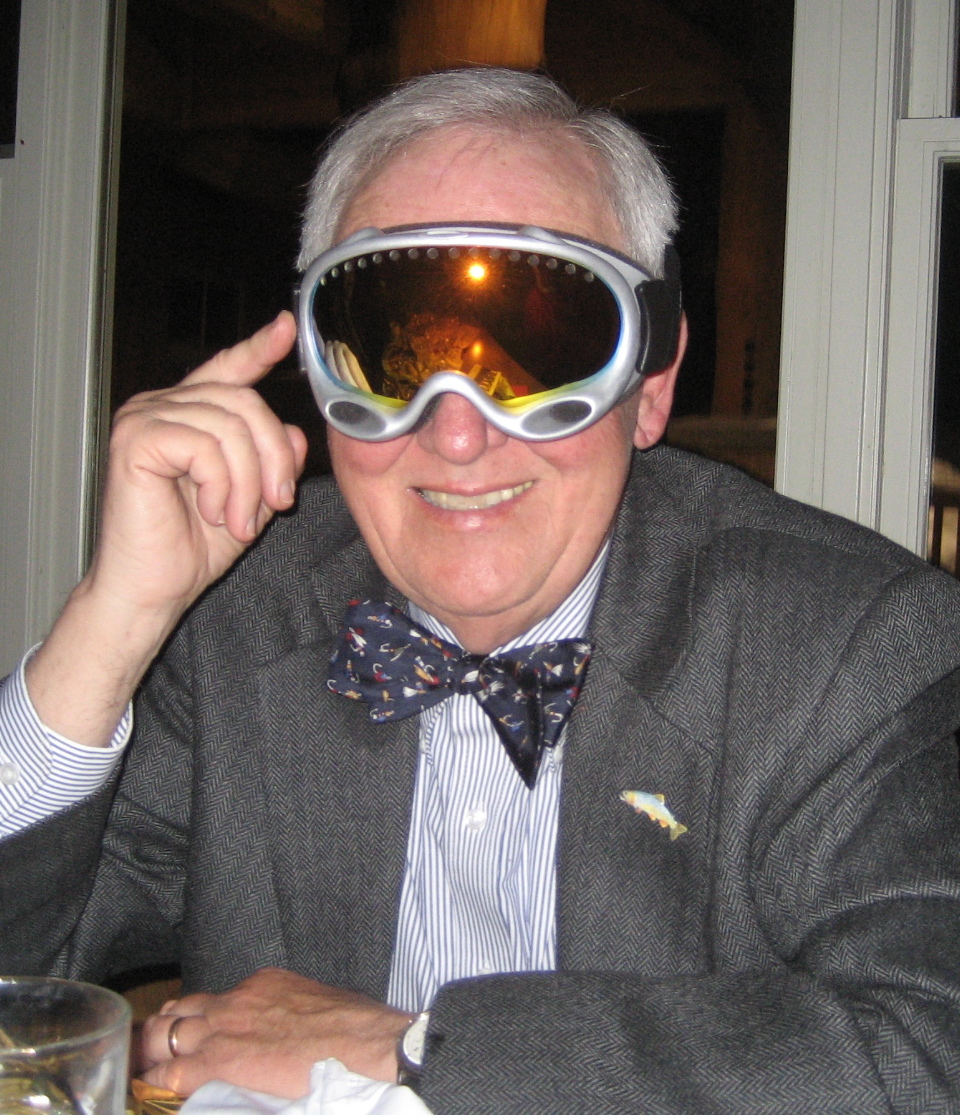
Ян Гарольд Брунванд пытается надеть пару горнолыжных очков на свой 75-летний юбилей.

В 2001 году ABC-CLIO выпустило с его «Энциклопедию городских легенд» (англ. Encyclopedia of Urban Legends), где иллюстрации сделал Рэнди Хикман.
В 2003 году выступил с основным докладом на собрании Миссурийского фольклорного общества.
В 2004 году был одним из докладчиков на Всемирном конгрессе скептиков. Кроме того Брунванда избрали членом Комитета скептических расследований.
В 2004 году издательство W. W. Norton and Company выпустило книгу Брунванда «Бойтесь, очень бойтесь: книга страшных городских легенд» (англ. Be Afraid, Be Very Afraid: The Book of Scary Urban Legends)

### Личная жизнь
В 2003 году принял участи в рыболовном состязании Trout Bum Tournament, которое спонсировалось Fly Rod and Reel. Он участвовал в сольном выступлении. Известный во время состязания как «Исчезающий нахлыст» (англ. Vanishing Fly Fisher) (намёк на свою первую книгу «Исчезающий попутчик»), Брунванд провёл десять дней в одиночной рыбной ловле в одном из своих любимых мест в Юте — Ручей мамонта, Ручей крыжовника, реки Прайс и Энтимори (где он «упал в два раза и колотил себя по колену, хотя травма не была страшной, но холодное полотенце и холодное пиво не исправили положение»). Дми Рейлли отмечал по этому поводу: «День десятый был последним, когда мы что-то слышали про Яна. Мы полагаем, что он вернулся домой, но возможно он … исчез».
Любимым досугом Брунванда являются нахлыст и катание на лыжах.
Вместе со своей женой Джудит проживает в Солт-Лейк-Сити.

## Монографии о городских легендах

### The Vanishing Hitchhiker
«Исчезающий попутчик: американские городские легенды и их смыслы» (англ. The Vanishing Hitchhiker: American Urban Legends and Their Meanings) стала книгой, призванное стать для широкой общественности введением в мир городских легенд. Сюда были включены страшные и забавные истории — «Исчезающий попутчик» (англ. The Vanishing Hitchhiker), «Экономичный автомобиль» (англ. The Economical Car), «Призрачный пассажирский самолёт» (англ. The Ghost Airliner), «Девушка с причёской улей» (англ. The Girl with the Beehive Hairdo), «Прочный цементный кадиллак» (англ. The Solid Cement Cadillac) и «Убийца на заднем сидении» (англ. The Killer in the Back Seat). Некоторые из этих историй первоначально были опубликованы в статье Брунванда в журнале Psychology Today (июнь 1980) Как в случае с «Услышанное о Прочном цементном кадиллаке, или Обнажённая в автодоме» (англ. Heard About the Solid Cement Cadillac or the Nude in the Camper?) Брунванд категоризировал различные легенды, включённые в сборник по классическим типам. К каждому типу легенды Брунванд приводит примеры, показывающие разнообразие самих легенд, исторические доказательство того как они могли первоначально выглядеть (часто это европейские и восточноазиатские корни), и объяснение того, что может означать легенда в городском или современном мире.
Книга была хорошо встречена критиками, отметившие её полезность в качестве введения в тему городских легенд и точки отсчёта для расширения фольклористики. Так рецензент Джанет Л. Ланглуа отмечает, что особенность подхода Брунванда заключается в том, что он «захватывает читателя очень ловким двояким способом: непрекращающееся повествование в городском пространстве и фольклористика». Рецензент Гэри Алан Файн отметил: «Издание в мягкой обложке является замечательной дополнительной литературой для введения студентов-фольклористов. Это всё весело, и Брунванд, этот фольклорный Карл Саган, должен развиваться и расти, давая многоликой интеллигенции знать, что фольклор также увлекателен, как межпланетное путешествие и совсем не дорогое» В то же время он отметил, что «Исчезающему попутчику» не хватило глубины, необходимой для людей, кропотливо изучающих городские легенды. В свою очередь Ланглуа поинтересовалась какими признаками руководствовался Брунванд, когда распределял городские легенды по типам, а также что делает их американскими, городскими и современными. Сам Брунванд на критику ответил следующим образом: «Я действительно не думаю, что добился успеха, пока они не будут именовать Карла Сагана „Ян Брунванд от астрономии“».

### The Choking Doberman
Патриция Т. О’Коннор в своей рецензии в The New York Times на книгу «Задыхающийся доберман: и другие „новые“ городские легенды» (англ. The Choking Doberman and Other "New" Urban Legends) назвала книгу «собранием городских легенд, вымышленных рассказов, которые передаются от человека к человеку в оболочке правдивых историй, и иногда живут до тех пор, пока не становятся фольклором». Эти истории странны, но правдоподобны и обычно передаются путём «от друга к другу». Как и в «Исчезающем попутчике» Брунванд обозревает вместе с читателем городские легенды и истории, такие как «Задыхающийся доберман» (англ. The Choking Doberman), «Отравленное платье» (англ. The Poison Dress) и «Смерть маленького Майки» (англ. The Death of Little Mikey). Каждая история, рассказанная в различных вариантах, категоризована по темам и зачинам: ставшие жертвами женщины и дети, загрязнённые пища и напитки, опасные встречи, сексуальные смущения и комическое возмездие.
Роберт Д. Бетке назвал «Задыхающегося добермана» «тем произведением, которым позарез хочется поделиться с друзьями». В то же время он критически отметил использование Брунвандом «риторических приёмов», которые по мнению Бетке употреблены «по-видимому, с оглядкой на рыночную популярность».
Критики также отметили, что своей книгой Бундванд поднял вопросы расизма и стереотипов, хотя и некоторым не было уделено больше внимания. Бентке отмечал: «Мы сказали, что эти истории являются моделированием американской популярной культуры, но какие именно расовые слои культуры участвуют в круговороте этих историй? В частности мы имеем дело с таким явлением, как этническая шутка, примеры которой представлены рассказами целевых групп, или же городская легенда является по существу ключевым событием? Я не думаю, что сказано последнее слово в жанре, но Ян Брунванд сделал отличные успехи в этом направлении».

### The Mexican Pet: «New» Urban Legends
Издание «Мексиканский питомец: „новые“ городские легенды» (англ. The Mexican Pet: "New" Urban Legends) стала третьей книгой Брунванда по теме городских легенд для широкой общественности. В этот раз Брунванд включил истории, услышанные от своих коллег, студентов, профессиональных дикторов и то, что было им было лично написано и озвучено в публикациях, лекциях и выступлениях в СМИ. Он расположил тематические категории историй в книге следующим образом: о животных, об автомобилях, о ужасах, о загрязнениях, о сексе и скандалах, о преступности, о профессионалах и о персоналиях. Были представлены новые изложения ранних легенд, новые дополнения и уточнения на основании архива Брунванда. Среди рассказов, вошедших в книгу: «Мексиканский питомец» (англ. The Mexican Pet), «Свидетельства о смерти Малышей с капустной грядки» (англ. Cabbage Patch Kid's death certificates), марки «Грин шилд» (англ. The Green Stamps) Многие из историй были распространены через печатных и телерадиовещательных СМИ.
В 2003 году в своей статье Брунванд писал: «В настоящее время было бы глупо просить просто пресс-релизы и печатные статьи, когда многие люди обращаются за информацией к веб-сайтам и электронным базам данных». Он признал, что справочные сайты, посвящённые городским легендам, вроде Snopes.com, могут предоставить своим читателям гораздо больше примеров и свежих сведений по указанной теме, чем он может своевременно охватить в своей очередной книге.

## Монографии по американскому фольклору

### The Study of American Folklore. An Introduction
Книга «Изучение американского фольклора. Введение» (англ. The Study of American Folklore. An Introduction) представляет собой издание, рассчитанное на студентов-фольклористов с уклоном в изучение американского фольклора. Здесь Брунванд даёт определение фольклору, как «то материальное в культуре, что обычно вращается среди участников любой группы различных видах, будь то устная форма, или же с помощью простого примера». Книга разделена на три категории: словесная (диалект и речевые навыки, пословицы, загадки, сказки, стихи, народные песни, баллады), частично словесная (суеверие, обычай, танец, игра) и не словесная (жесты, музыка, ремесло, народное зодчество, еда). Брунванд стремится донести до читателя сведения о методах сбора и общей оценки фольклорного материала, биографических очерков, а также обширных списков книг и статей.
Рецензент Эллиот Ориндж считает, что система классификации, которой пользуется Брунванд, больше похожа на «указатель» по американскому фольклору, чем на «изучение». Кеннет Лейн Кетнер критиковал книгу за попытку Брунванда использовать теорию фона для обоснования классификационной системы, а также за противоречия в отдельных положениях и нарративе, его властный тон, и его харизматичный или избирательный подход с сильными этноцентристскими предубеждениями. В свою очередь Питер Токофский отметил, что «долговременность и, по-видимому, продолжающиеся устойчивые продажи текстов Брунванда, кажется подтверждают, что введение в посредством жанров, остаётся действенным и, для многих, предпочтительным способом обучения, даже, если это не отражает наиболее важные теоретические перспективы».

### American Folklore: An Encyclopedia
«Американский фольклор: энциклопедия» представляет собой богато иллюстрированное издание с более пятьюстами статей, охватывающих различные стороны американского и канадского фольклора. Предметные области включают в себя праздники, фестивали, ремесленные ритуалы, музыку, танцы и профессии. Книга также содержит краткие библиографические сведения и перекрестные ссылки для удобства в дальнейшем исследовании.

## Научные труды

### Монографии
- A Dictionary of Proverbs and Proverbial Phrases from Books Published by Indiana Authors Before 1890, compiled by Jan Harold Brunvand (Indiana University Press 1961) (ISBN 978-0-253-38015-9)
- The Study of American Folklore: An Introduction (W.W. Norton & Company 1968, revised 1978, 1986, 1998) (ISBN 978-0-393-97223-8)
- A Guide for Collectors of Folklore in Utah (University of Utah Press[англ.] 1971)
- Norwegian Settlers in Alberta (Canadian Centre for Folk Cultural Studies 1974)
- Folklore: A Study and Research Guide (St. Martin’s Press 1976) (ISBN 978-0-312-29750-3)
- Readings in American Folklore, edited by Jan Harold Brunvand (W. W. Norton & Company 1979) (ISBN 978-0-393-95029-8)
- The Vanishing Hitchhiker: American Urban Legends and Their Meanings (W.W. Norton 1981) (ISBN 978-0-393-95169-1)
- The Choking Doberman and Other «New» Urban Legends (W. W. Norton & Company 1984) (ISBN 978-0-393-30321-6)
- The Big Book of Urban Legends (Paradox Press 1984) (ISBN 978-1-56389-165-6)
- The Mexican Pet: More «New» Urban Legends and Some Old Favorites (W. W. Norton & Company 1986) (ISBN 978-0-393-30542-5)
- Curses! Broiled Again! The Hottest Urban Legends Going (W. W. Norton & Company 1989) (ISBN 978-0-393-30711-5)
- The Taming of the Shrew: A Comparative Study of Oral and Literary Versions (Routledge 1991) (ISBN 978-0-8240-7149-3)
- The Baby Train and Other Lusty Urban Legends (W. W. Norton & Company 1993) (ISBN 978-0-393-03438-7)
- American Folklore: An Encyclopedia, edited by Jan Harold Brunvand (Taylor & Francis 1996) (ISBN 978-0-8153-0751-8)
- Too Good to Be True: The Colossal Book of Urban Legends (W. W. Norton & Company 1999, revised 2001) (ISBN 978-0-393-32088-6)
- The Truth Never Stands in the Way of a Good Story (University of Illinois Press 2000) (ISBN 978-0-252-07004-4)
- Encyclopedia of Urban Legends (ABC-CLIO, Inc. 2001) (ISBN 978-1-57607-532-6)
- Casa Frumoasa: The House Beautiful in Rural Romania (Columbia University Press 2003) (ISBN 978-0-88033-528-7)
- Be Afraid, Be Very Afraid: The book of scary Urban Legends (W. W. Norton & Company 2004) (ISBN 978-0-393-32613-0)
- Encyclopedia of Urban Legends, Updated and Expanded Edition: A-L ABC-CLIO, 2012. — 782 p.
- American Folklore: An Encyclopedia. Routledge, 2006. — 812 p.